# Liga a IV-a Ialomița
Liga a IV-a Ialomița este principala competiție fotbalistică din județul Ialomița, organizată de Asociația Județeană de Fotbal (AJF) Ialomița, situată în al patrulea eșalon al sistemului de ligi al fotbalului românesc.
Competiția este disputată de un număr variabil de echipe, în funcție de numărul echipelor retrogradate din Liga a III-a, al celor promovate din Liga a V-a Ialomița, precum și al echipelor care se retrag sau se înscriu în competiție. Campioana poate sau nu să promoveze în Liga a III-a, în funcție de rezultatul barajului de promovare disputat împotriva campioanei dintr-o serie județeană vecină.

## Istoric
În 1968, în urma noii reorganizări administrative și teritoriale a țării, fiecare județ a înființat propriul campionat de fotbal, integrând echipele din fostele campionate regionale, precum și echipele care evoluau anterior în competițiile orășenești și raionale. Proaspăt înființatul Campionat Județean Ialomița a fost pus sub autoritatea nou-înființatului Consiliu Județean pentru Educație Fizică și Sport (CJEFS) Ialomița.
De atunci, structura și organizarea Ligii a IV-a Ialomița, la fel ca în cazul multor alte campionate județene, au suferit numeroase schimbări. Între 1968 și 1992, principala competiție județeană a fost cunoscută sub numele de Campionatul Județean. Între 1992 și 1997, a fost redenumită Divizia C – Faza Județeană, apoi Divizia D, începând cu anul 1997, iar din 2006 este cunoscută ca Liga a IV-a.

## Lista campioanelor

### Campionatul Regional Ialomița
| Ed. | Sezon | Campioană       |
| --- | ----- | --------------- |
| 1   | 1951  | Dinamo Călărași |
| 2   | 1952  | Dinamo Călărași |

### Campionatul Județean Ialomița
| Ed.                  | Sezon                | Campioană                   |
| Campionatul Județean | Campionatul Județean | Campionatul Județean        |
| -------------------- | -------------------- | --------------------------- |
| 1                    | 1968–69              | Știința Ciulnița            |
| 2                    | 1969–70              | Energia Slobozia            |
| 3                    | 1970–71              | Victoria Lehliu             |
| 4                    | 1971–72              | Viticola Fetești            |
| 5                    | 1972–73              | Rapid Fetești               |
| 6                    | 1973–74              | IPRECA Călărași             |
| 7                    | 1974–75              | Victoria Lehliu             |
| 8                    | 1975–76              | Victoria Țăndărei           |
| 9                    | 1976–77              | Victoria Lehliu             |
| 10                   | 1977–78              | Rapid Fetești               |
| 11                   | 1978–79              | Rapid Fetești               |
| 12                   | 1979–80              | Constructorul Călărași      |
| 13                   | 1980–81              | Unirea Gârbovi              |
| 14                   | 1981–82              | Victoria Munteni-Buzău      |
| 15                   | 1982–83              | Agronomia Slobozia          |
| 16                   | 1983–84              | Agronomia Slobozia          |
| 17                   | 1984–85              | Unirea Urziceni             |
| 18                   | 1985–86              | Rapid Fetești               |
| 19                   | 1986–87              | Victoria Munteni-Buzău      |
| 20                   | 1987–88              | Rapid Fetești               |
| 21                   | 1988–89              | Rapid Fetești               |
| 22                   | 1989–90              | Unirea Urziceni             |
| 23                   | 1990–91              | Victoria Țăndărei           |
| 24                   | 1991–92              | Flacăra Mihail Kogălniceanu |

| Ed.                        | Sezon                      | Campioană                    |
| Divizia C – Faza Județeană | Divizia C – Faza Județeană | Divizia C – Faza Județeană   |
| -------------------------- | -------------------------- | ---------------------------- |
| 25                         | 1992–93                    | Rapid Fetești                |
| 26                         | 1993–94                    | Abatorul Slobozia            |
| 27                         | 1994–95                    | Agricultorul Sfântu Gheorghe |
| 28                         | 1995–96                    | Abatorul Slobozia            |
| 29                         | 1996–97                    | Agricultorul Balaciu         |
| Divizia D                  |                            |                              |
| 30                         | 1997–98                    | Unirea Slobozia              |
| 31                         | 1998–99                    | Agricultorul Urziceni        |
| 32                         | 1999–00                    | Agricultorul Gârbovi         |
| 33                         | 2000–01                    | Ambianța Valea Ciorii        |
| 34                         | 2001–02                    | Rapid Fetești                |
| 35                         | 2002–03                    | Recolta Gheorghe Lazăr       |
| 36                         | 2003–04                    | Partener Slobozia            |
| 37                         | 2004–05                    | Abatorul Slobozia            |
| 38                         | 2005–06                    | Recolta Gheorghe Lazăr       |
| Liga a IV-a                |                            |                              |
| 39                         | 2006–07                    | Abatorul Slobozia            |
| 40                         | 2007–08                    | Recolta Gheorghe Lazăr       |
| 41                         | 2008–09                    | Abatorul Slobozia            |
| 42                         | 2009–10                    | Victoria Țăndărei            |
| 43                         | 2010–11                    | Viitorul Axintele            |
| 44                         | 2011–12                    | Rapid Fetești                |
| 45                         | 2012–13                    | Voința Cocora                |
| 46                         | 2013–14                    | Unirea Fierbinți             |

| Ed. | Sezon   | Campioană             |
| --- | ------- | --------------------- |
| 47  | 2014–15 | Unirea Fierbinți      |
| 48  | 2015–16 | Andrias Andrășești    |
| 49  | 2016–17 | CS Amara              |
| 50  | 2017–18 | Abatorul Slobozia     |
| 51  | 2018–19 | Recolta Gheorghe Doja |
| 52  | 2019–20 | Bărăganul Ciulnița    |
| 53  | 2020–21 | CSM Fetești           |
| 54  | 2021–22 | CS Amara              |
| 55  | 2022–23 | Bărăganul Ciulnița    |
| 56  | 2023–24 | CSM Fetești           |
| 57  | 2024–25 | FC 2018 Rovine        |